# Abdelkader Maâninou
Pour les articles homonymes, voir Maâninou.
Abdelkader Maâninou, surnommé Marino ou Raïs Maâninou, était un corsaire salétin sous le règne du sultan Moulay Ismail. Il est le frère du corsaire et ambassadeur Ali Maâninou.

## Biographie
Appartenant à une grande famille slaouie d'origine andalouse, les Maâninou, il fit partie des plus éminents corsaires et notables de la ville de Salé lors de l'époque glorieuse de la cité portuaire. Il fut gouverneur de la République de Salé vers l'an 1664.